# Schneider (sör)
A Schneider a Compañía de Cervecerías Unidas Argentina (CCUA – magyarul: Egyesült Sörtermelők Társasága) által gyártott sörmárka. 
A CCUA 2006-tól Argentína 3. legnagyobb sörgyártója. Az ország sörpiacának körülbelül 16 százalékát ellenőrzi, és a Heineken és a Budweiser külföldi márkák hivatalos importőre Argentínában, ezenkívül behozza és forgalmazza a Coronát és Guinnesst.
1995-ben az eredeti (uruguayi székhelyű) CCU (Compañía de Cervecerías Unidas) megkezdte a gyártás műveleteit Argentínában is. A CCUA (Compañía de Cervecerías Unidas Argentina) jelenleg főként a CCU és az Anheuser-Busch (Budweiser) tulajdonában van. Azóta a vállalat két gyárat épített Salta és Santa Fe tartományokban, és az egész országban értékesítést folytat: Buenos Airesben, Córdobában és Rosarioban is, Argentína három nagyvárosában.

## Története
1906-ban Otto Schneider porosz sörmester a "Capitán Blanco" hajó fedélzetén megérkezett Argentína fővárosába, Buenos Aires városába. Egy évvel később már az ország egyik fontos sörfőzdéjében dolgozott, a Cervecería San Carlosban. 
Otto Schneider 1911-ben a setúbali lagúna végénél telepedett le, olyan helyet keresett, ahol kamatoztatni tudta a szülei kelet-poroszországi sörfőzdéjében elsajátított ismereteit. Először a Santa Fe sörfőzde megalapítását támogatta, majd 21 évvel később már saját márkájához adta nevét, olyan fajtát hozva létre, amely családja hagyományos német receptjén alapult. 1931-ben született meg a Schneider Sörfőzde. 1950-ben Otto Schneider elhunyt, így a céget fia, Rodolfo örökölte. 1972-ben a Santa Fe Sörgyár megvásárolta a Schnediert, majd 1979-ben a Schneider beolvadt a Santa Fe sörfőzdébe, ám 2001-ben újraindították termelését.

## Termékek
A Schneider franchise keretében háromféle sört állítanak elő:
- Rubia – (spanyolul szőke) a nevet a sör tiszta, arany színe miatt kapta. Ez a hagyományos és legnépszerűbb Schneider sör. 4,7% alkoholt tartalmaz, és a lager és a német pilsener sör keveréke. 1000, 930 és 660 cm³-es palackokban, 473 és 355 cm³-es dobozokban, valamint 30 és 50 literes hordókban kerül forgalomba.
- Fuerte – (spanyolul erős) az alkohol 6,0% – az ország legerősebb sörei közé tartozik. Ez egy oktoberfest / märzen stílusú lager sör. Kesernyés íze és enyhén vöröses színe van. 930 és 1000 cm³-es palackokban és 355 cm³-es dobozokban kerül forgalomba.
- Negra – (spanyolul a fekete) teljesen pirított malátából készül, és állítólag az ország egyetlen igazi fekete söre. Rendkívül sötét színű és édes ízű. 930 cm³-es palackokban kerül forgalomba.